# Діпперц
Діпперц (нім. Dipperz) — сільська громада в Німеччині, знаходиться в землі Гессен. Підпорядковується адміністративному округу Кассель. Входить до складу району Фульда.
Площа — 30,05 км2. Населення становить 3533 ос. (станом на 31 грудня 2020).